# Ђароса Чентро (Потенца)
Ђароса Чентро (итал. Giarrossa Centro) је насеље у Италији у округу Потенца, региону Базиликата.
Према процени из 2011. у насељу је живело 90 становника. Насеље се налази на надморској висини од 1010 м.